# Catalogue Westerhout
Le catalogue Westerhout est un catalogue astronomique réalisé par l'astronome néerlandais Gart Westerhout recensant des sources de rayonnement radio. La première version de ce catalogue a été publiée en 1958. La recherche des sources radio a été effectuée avec le radiotélescope de 25 mètres de Dwingeloo, possédant une résolution angulaire de 0,57 degré, à la fréquence de 1,39 GHz.

## Descriptif du catalogue
Le catalogue original comprenait 82 entrées, mais la dernière ne comportait pas de mention de la position de la source et était inutilisable. Les entrées sont repérées sous la forme W NN, NN étant un nombre allant de 1 à 81. Seules la position en ascension droite et la déclinaison des sources sont données, sans autre précision telle que la taille angulaire, la densité de flux ou l'indice spectral. Certaines sources étendues ont été séparées en plusieurs sous-sources, repérées par un indice à droite du nom (W 33 Met, par exemple).
Les sources de ce catalogue sont de nature très diverse, certaines étant clairement identifiées, par exemple :
- rémanents de supernovæ (W 28, W 41, W 63)
- maser (W 03)
- zone de formation d'étoiles (W 49)

Le catalogue a été remanié par les astronomes japonais Junko Takahashi, Masatoshi Ohishi, et K.Nakajima en 1999, qui l'ont mis sous forme électronique (voir section Lien externe ci-dessous).

## Note
1. ↑  Gart Westerhout, A Survey of the Continuous Radiation from the Galactic System at a Frequency of 1390 Mc/s, Bull. Astron. Inst. Netherlands, 14, 215 (1958)